# كأس النرويج 1903
كأس النرويج 1903 (بالنرويجية: Norgesmesterskapet i fotball for menn 1903)‏ هو الموسم 2 من كأس النرويج. أقيم خلال الفترة 21 سبتمبر 1903 وحتى 23 سبتمبر 1903، وأشرف على تنظيمه اتحاد النرويج لكرة القدم، وكان عدد الأندية المشاركة فيه 4، وفاز فيه نادي أود.